# Domenico Montrone
 Domenico Montrone, né le 1er mai 1986 à Modugno, est un rameur italien, vainqueur de la médaille de bronze du quatre sans barreur lors des Jeux olympiques de 2016 à Rio.